# The Velvet Rope Tour – Live in Concert
A The Velvet Rope Tour – Live in Concert Janet Jackson amerikai énekesnő DVD-je. A kiadvány koncertfelvétel, a The Velvet Rope turné 1998. október 11-ei koncertjén rögzítették a New York-i Madison Square Gardenben. A koncertet az HBO is rögzítette, és egyedül az USA-ban 15 millióan látták. A csatorna később többször is leadta.
A Rope Burn előadásakor Janet mindig kiválasztott valakit a közönségből, akinek erotikus tánc kíséretében előadta a dalt. A Got ‘til It’s Gone-t Janet Q-Tip rapperrel adta elő. A kiadvány Hongkongban 17 számos dupla video-CD formájában jelent meg, a cenzúra miatt a Rope Burn és az Any Time, Any Place című dalok nélkül.
A koncert DVD-n, lézerlemezen és videókazettán jelent meg, és a RIAA-tól platinalemez minősítést kapott. Négy Emmy-díjra jelölték, köztük a legjobb koreográfiának, legjobb rendezésnek, legjobb zenei rendezésnek és legjobb technikai rendezésnek járóra. Utóbbiért 1999-ben megkapta a Primetime Emmy-díjat. Az 1999-es NAACP Image Awardson is kapott két jelölést, legjobb előadás varietésorozatban vagy különkiadásban és kiemelkedő varieté vagy különkiadás kategóriában.
A DVD 2001-ben, 2004-ben és 2006-ban is megjelent, 2004-ben és 2005-ben dupla kiadásban a Live in Hawaiival együtt is.

## Dalok
1. The Velvet Rope
2. If
3. You
4. Let’s Wait Awhile/Again
5. Control Medley: Control/The leasure Principle/What Have You Done for Me Lately/Nasty
6. Throb
7. Escapade Medley: Escapade/When I Think of You/Miss You Much/Runaway/Love Will Never Do (Without You)
8. Alright
9. I Get Lonely
10. Any Time, Any Place
11. Rope Burn
12. Black Cat
13. What About
14. Rhythm Nation
15. Special
16. That’s the Way Love Goes
17. Got ‘til It’s Gone
18. Go Deep
19. Together Again

## Megjelenési dátumok
The Velvet Rope Tour – Live in Concert
| Régió                       | Dátum               | Kiadó                    |
| --------------------------- | ------------------- | ------------------------ |
| Világszerte                 | 1999. március 9.    | Image Entertainment      |
| Európa & Egyesült Királyság | 2000. augusztus 28. | Ilc Entertainment        |
| Világszerte                 | 2001. november 26.  | Eagle Rock Entertainment |
| Egyesült Államok            | 2004. február 24.   | Eagle Vision USA         |
| Világszerte                 | 2006. június 12.    | Eagle Rock Entertainment |

Live in Hawaii/The Velvet Rope Tour
| Régió            | Dátum               | Kiadó                    |
| ---------------- | ------------------- | ------------------------ |
| Európa           | 2004. szeptember 6. | Eagle Rock Entertainment |
| Egyesült Államok | 2004. november 16.  | Eagle Rock Entertainment |